# アントニオ・ディ・サルヴォ
アントニオ・ディ・サルヴォ（Antonio Di Salvo、1979年6月5日 - ）は、ドイツ・パーダーボルン出身の元サッカー選手、現サッカー指導者。現役時代のポジションはFW。現在はU-21ドイツ代表の監督を務める。

## 経歴
パーダーボルンに生まれ、当時3部リーグに所属していたSCパーダーボルン07でキャリアをスタートさせた。2000年に移籍したFCバイエルン・ミュンヘンのリザーブチームにてプロ選手として活動し始め、2000-01シーズンにはトップチームでリーグ戦6試合に出場した。その後はハンザ・ロストックやTSV1860ミュンヘンでプレーし、2010年にオーストリアのカプフェンベルガーSVで現役を引退した。ドイツにおける成績は1部、2部通算183試合31得点。
現役引退後は指導者の道に進み、2011年から2013年までの2年間はFCバイエルン・ミュンヘンのユースで指導していた。2013年からはドイツ代表の世代別代表でコーチングスタッフとして活動しており、2014年にはU-19ドイツ代表でUEFA U-19欧州選手権優勝を経験し、U-21ドイツ代表では2017年と2021年のUEFA U-21欧州選手権制覇に貢献した。
2021年からU-21ドイツ代表の監督を務めている。

## 人物
ディ・サルヴォの両親はイタリアのシチリア島から1970年にドイツへと移住してきたため、ディ・サルヴォはイタリア系ドイツ人である。義父は元サッカー選手のギュンター・リバルチクであり、2000年から6年間SCパーダーボルン07のスポーツディレクターを務めていた>。

## タイトル

### クラブ
FCバイエルン・ミュンヘン
- ブンデスリーガ : 1回 (2000-01)
- DFBポカール : 1回 (2000)